# H2k6
H2k6はsuper.hitoshi.kunが開発しているフリーのデータベース型メディアプレーヤー。

## 概要
- 旧名はHogehoge2006(仮)
- データベースにSQLiteを使用し、iTunesにおけるスマートプレイリストと同等の機能を持つクエリを作成できる。
- Windows Media Player及びiTunesのライブラリをインポートし、移行の際に再生回数・レーティング等のデータを引き継ぐことが可能。
- 上記のプレイヤーと比較し、動作が大変軽い。
- 歌詞(タイムタグ有/無)・ジャケット画像の表示にデフォルトで対応。
- レジストリを使用しない。
- 見た目の配色は２パターンが用意されており、フォントは任意のものを指定することができる。

## 対応形式
- AAC(M4A)
- Apple Lossless(M4A)
- FLAC
- LPCM(WAV)
- Monkey's Audio(APE)
- MP1
- MP2
- MP3
- TTA
- Vorbis(Ogg)
- WMA